# 紀文食品
株式会社紀文食品（きぶんしょくひん、英: KIBUN FOODS INC.）は、主に魚肉練り製品などを製造する食品メーカー。本社は東京都中央区銀座に所在する。

## 概要
蒲鉾や伊達巻、おでんの材料となる半片、竹輪、薩摩揚げ等が主力商品。「紀文」の焼印が入った商品群も多い。
元来魚肉練り製品は、各地域で水揚げされた魚をその場ですり身に加工して食されていた郷土料理だったが、紀文は冷凍すり身をいち早く使用することで品質の安定化と安定供給を図り、チルド配送によって全国展開。家庭の食材として練り製品を普及させた事が特筆される。
新商品の開発にも積極的で、1996年発売の「チーちく」 や2013年発売の「糖質0g麺」などがある。
日本の伝統文化を次世代に継承するための地道な活動も行う。2008年に開始した「子どもたちに伝えたいお正月絵本作品募集」、作ったおせちを写真投稿する「ずっと伝えたい、我が家のおせち。フォト自慢コンテスト」、子どもが主役の街キッザニア東京での「はんぺん職人」アクティビティなどの活動が挙げられる。

## CI
3つのハートが1つに組み合わされた紀文のシンボルマークの「ハートフラワー」は、「生産者」「小売業者」「消費者」が一体となったものを表している。ハートフラワーが誕生する前は、「かたばみマーク」「味の名門 紀文」のシンボルマークやロゴタイプが使われた。ハートマークと同時に、
「おいしいもの、ハートで作ります」というキャッチコピーが使用された時期もある。
古くからあるCMのサウンドロゴは、現在もおせちのCMなどで継続して使用されている。

## 沿革
- 1938年（昭和13年） - 東京都中央区八丁堀に、保芦邦人が「山形屋米店」として創業。その後「紀伊国屋果物店」「紀文」に改称。
- 1947年（昭和22年） - 株式会社として設立。
- 1950年（昭和25年） - 銀座松坂屋など百貨店へ出店。
- 1963年（昭和38年） - 業界に先駆けてオートメーション化。
- 1972年（昭和47年） - タイに現地拠点設置。海外進出を開始。
- 1977年（昭和52年） - 紀文の豆乳を発売。
- 1985年（昭和60年） - CIを導入、シンボルマークを採用。「魚河岸あげ」誕生。
- 1992年（平成4年） - 紀文と旧・紀文食品が合併[5]。
- 1993年（平成5年） - タイに東南アジアの生産拠点完成。
- 1995年（平成7年） - 恵庭工場竣工。
- 1996年（平成8年） - チーちくを発売。同時に特許出願。
- 1997年（平成9年） - 東日本の供給拠点として東京工場完成。株式会社北食、紀文グループに参加。
- 1998年（平成10年） - 東京工場対米輸出水産食品取扱認定施設・対EU輸出水産取扱認定施設 認定取得。紀文タイランドHACCP認定取得。
- 1999年（平成11年）- 東京工場HACCP承認取得（総合衛生管理製造過程）およびISO9002認証取得。（2003年、ISO9001へ移行）
- 2000年（平成12年） - 本社、横浜工場ISO9001認証取得。
- 2001年（平成13年） - 紀文タイランドISO9002認証取得（2008年、ISO9001へ移行）。東京工場ISO14001認証取得。
- 2002年（平成14年） - マルハ（現：マルハニチロ）と水産練製品事業で業務提携を締結[6]。
- 2004年（平成16年） - キッコーマンと資本・業務提携を締結[7]。
- 2005年（平成17年） - 横浜工場HACCP認定取得。海洋食品ISO9001認証取得、HACCP認定取得。
- 2006年（平成18年） - 紀文フードケミファがキッコーマンの連結子会社に[8]。静岡工場HACCP認定取得。
- 2007年（平成19年） - 西日本の供給拠点として岡山総社工場完成。
- 2009年（平成21年） - 恵庭工場、岡山総社工場HACCP認定取得。
- 2010年（平成22年） - 岡山総社工場ISO9001認証取得。船橋工場HACCP認定取得。
- 2013年（平成25年） - 糖質0g麺を発売。
- 2014年（平成26年） - カネテツデリカフーズと業務提携を締結[9]。ISO9001からISO22000へ移行。恵庭工場、船橋工場、横浜工場、静岡工場、岡山総社工場ISO22000認証取得。
- 2015年（平成27年） - 堀川と業務提携を締結[10]。株式会社紀文西日本を設立。
- 2016年（平成28年） - 株式会社紀文西日本岡山総社工場対EU輸出水産取扱認定施設 認定取得。株式会社紀文安全食品センター設立。
- 2017年（平成29年） - 横浜工場対EU輸出水産取扱認定施設 認定取得。紀文安全食品センター、微生物検査に関する国際規格ISO/IEC17025:2005 認定取得。
- 2021年（令和3年） - 東京証券取引所市場第一部に株式を上場[11]。

## 事業所
支社
北海道支社、東北支社、関東信越支社、東京支社、広域第一支社、広域第二支社、直販支社、中部支社
工場
恵庭工場、東京工場、船橋工場、横浜工場、静岡工場、岡山総社工場（紀文西日本）

## 主なグループ会社

### 国内
- 株式会社紀文フレッシュシステム、株式会社紀文産業、株式会社紀文西日本、株式会社北食、株式会社豊珠興産、 株式会社紀文安全食品センター、海洋食品株式会社

### 海外
- Kibun (Thailand) Co., Ltd.（タイ）
- Kibun Foods (U.S.A.), Inc.（アメリカ）
- Kibun Hong Kong Co., Ltd.（香港）
- Kibun Foods Singapore Pte., Ltd.（シンガポール）
- Yilin Kibun Corporation（台湾）

## 関連のある企業
- キッコーマンソイフーズ（旧：紀文フードケミファ） - 豆乳を製造販売。
- 日本デルモンテ - 共同開発商品「Soytime（豆菜飲料）・豆菜食房（豆菜スープ）」
- ベノア（Benoist） - 銀座松坂屋で英国風ティールームなどを展開。
- テクノ・キャリア・システムズ - 食品製造、物流サービスの人材派遣。
- 憶霖紀文股份有限公司 - 台湾の憶霖企業と共同出資に設立。

## テレビ番組
- 日経スペシャル カンブリア宮殿 練り物産業のトップランナー 知られざるフロンティア精神（2022年12月15日、テレビ東京）- 社長 堤裕出演[12][13]。